# Piper scandenticaule
Piper scandenticaule är en pepparväxtart som beskrevs av Truman George Yuncker. Piper scandenticaule ingår i släktet Piper och familjen pepparväxter. Inga underarter finns listade i Catalogue of Life.